# Jupiaba paranatinga
Jupiaba paranantinga é um gênero de peixe, que foi descrito pela primeira vez por Netto-ferreira, Zanata, Birindelli e Sousa, em 2009. Jupiaba paranantinga pertence ao gênero Jupiaba, e é parente dos Caracídeos.